# Marinemusikkorps Kiel
Das  Marinemusikkorps Kiel ist ein Musikkorps der Bundeswehr und wurde am 1. Juni 1956 in Eckernförde aufgestellt. Im Zuge der Neuausrichtung der Bundeswehr ist es zusammen mit den übrigen 13 Musikkorps der Bundeswehr dem Zentrum Militärmusik der Bundeswehr in Bonn unterstellt worden.

## Aufgabe
Das Einsatzgebiet der 50 Musiker umfasst die gesamte Küstenregion an der Nord- und Ostsee mit den Bundesländern Schleswig-Holstein, Niedersachsen, Mecklenburg-Vorpommern, Bremen und Hamburg.
Die Aufgabe des Musikkorps liegt hauptsächlich in der Truppenbetreuung. Hierzu zählen feierliche Zeremonien beim Ein- und Auslaufen von Schiffen, Vereidigungen und Gelöbnisse mit dem Großen Zapfenstreich. Ein wichtiger Punkt ist die Repräsentation der Bundeswehr bei Konzerten im In- und Ausland.
Im Rahmen der Öffentlichkeitsarbeit tritt das Musikkorps bei zahlreichen Wohltätigkeitskonzerten auf.

## Geschichte

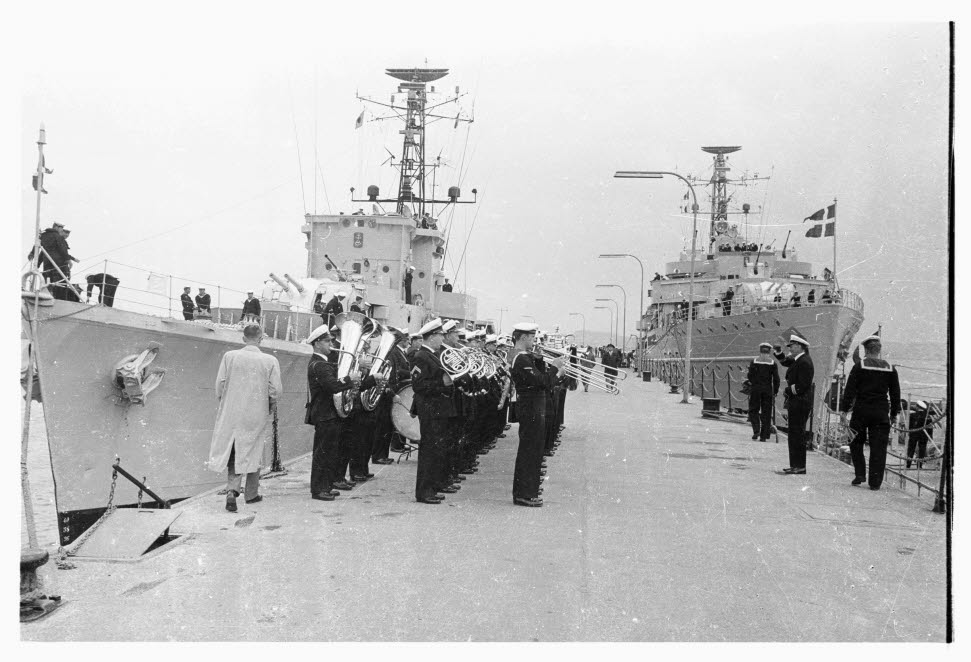
Das Marinemusikkorps Ostsee spielt zum Empfang dänischer Kriegsschiffe auf der Tirpitzmole zur Kieler Woche 1963.

Das Marinemusikkorps Kiel wurde am 1. Juni 1956 unter der Bezeichnung Marinemusikkorps Ostsee in Eckernförde aufgestellt. Gleichzeitig wurde das Marinemusikkorps Nordsee in Wilhelmshaven aufgestellt, in der Anfangsphase dem Marinemusikkorps Ostsee angegliedert und im Seefliegerhorst Kiel-Holtenau untergebracht.
Zunächst fehlten Personal und Instrumente, so dass die Spielfähigkeit nur durch Zusammenwirken beider Musikkorps zu erreichen war. Im Juli 1957 konnte das Marinemusikkorps Nordsee an seinen vorgesehenen Standort in Wilhelmshaven zurückkehren.
Nach der Auflösung dieses Musikkorps im März 2014 verfügte die Deutsche Marine zeitweise nur noch über das Marinemusikkorps Kiel. Heute besteht in Wilhelmshaven wieder das Marinemusikkorps Wilhelmshaven.

## Leitung

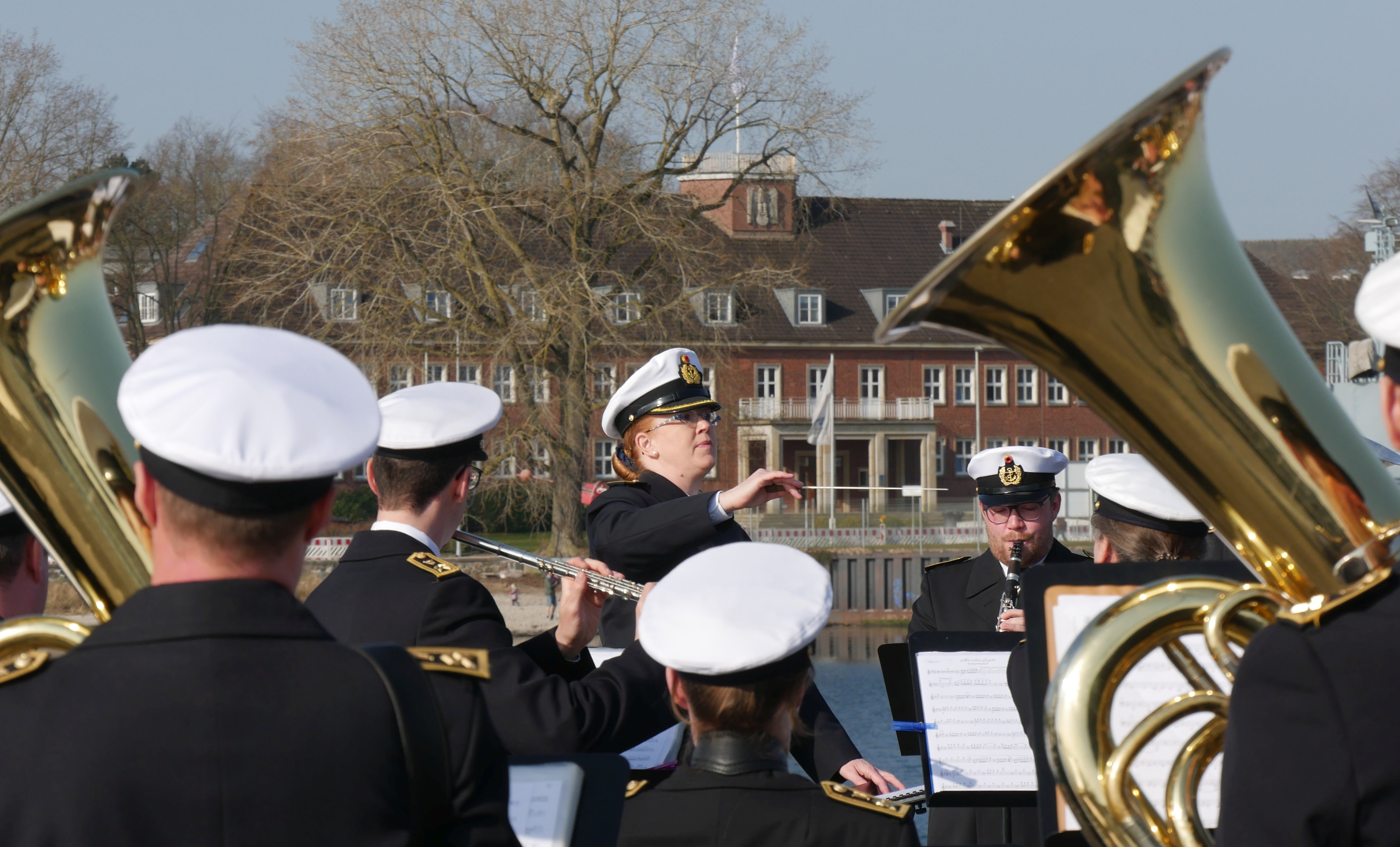
Das Marinemusikkorps Kiel unter der Leitung von Inga Hilsberg am 25. März 2022.

| Nr. | Name                                 | von       | bis       |
| --- | ------------------------------------ | --------- | --------- |
| 60  | Kapitänleutnant Inga Hilsberg        | Feb. 2022 |           |
| 50  | Fregattenkapitän Friedrich Szepansky | Juli 2008 | Feb. 2022 |
| 40  | Fregattenkapitän Manfred Peter       | Juni 1986 | Juni 2008 |
| 30  | Korvettenkapitän Horst Wenzel        | Apr. 1973 | Mai 1986  |
| 20  | Kapitänleutnant Johannes Schäfer     | Dez. 1959 | Apr. 1973 |
| 10  | Kapitänleutnant Hermann Schäfer      | Juli 1956 | Dez. 1959 |

## Besetzungen
- Großes sinfonisches Blasorchester
- Klassisches Holzbläserquintett
- Klassisches Blechbläserquintett
- Egerländer-Besetzung
- Jazz-Combo
- Tanz-Combo